# 维亚切斯拉夫·克比奇
维亚切斯拉夫·弗兰采维奇·克比奇（羅馬化：Viačaslaŭ Francavič Kiebič，發音：[vʲatʂaˈslaw kˈʲɛbʲitʂ]，羅馬化：Vyacheslav Frantsevich Kebich；1936年6月10日—2020年12月9日），是白俄罗斯政治家，曾任白俄罗斯苏维埃社会主义共和国部长会议主席、白俄罗斯共和国总理等职。
在1994年白俄罗斯总统选举中，他败给了亚历山大·卢卡申科。
2020年12月9日，他因COVID-19在白俄罗斯首都明斯克逝世，享年84岁。